# 島津常久
島津 常久（しまづ つねひさ、安土桃山時代から江戸時代初期にかけての武将。島津家の家臣。薩摩藩家老。日置島津家3代当主。

## 生涯
天正15年（1587年）、島津家臣・島津忠隣の子として誕生した。母は島津歳久の長女・湯之尾。
誕生してわずか3か月後の同年4月17日（5月24日）の根白坂の戦いにて父・忠隣が戦死した。残された常久は祖父・歳久の手によって養育されたが、その歳久も天正20年7月18日（1592年8月25日）、豊臣秀吉の命により自害に追い込まれた。歳久夫人と歳久長女はこの処分を不服とし、常久を擁して祁答院宮之城（現・鹿児島県さつま町宮之城）の虎居城に籠城した。この事態を重く見た細川幽斎と主君・島津義久は新納忠元を使者として差遣し、歳久の遺族・遺臣を害さないことを約するなど説得を行い、1か月の籠城の末、常久成人の際に旧領を回復するとの条件で開城に至った。
成人後の文禄4年（1595年）に日置（現・鹿児島県日置市日吉町日置）の山田・神ノ川3600石を賜って移住、さらに慶長6年（1601年）には藺牟田を、翌年には祁答院船木村を、慶長13年（1608年）には伊作の中ノ里などを賜った。主君家久の信任厚い家臣として活躍、家久の代理としてしばしば江戸で人質役も務めた。これらの功績に対し、鹿児島城の詰めの城である上之山城の城主に任命された。
慶長19年（1614年）、疱瘡（天然痘）により急死した。享年28。日置の大乗寺に葬られ、後に同じ日置の光禅寺へ改葬された。